# Skärvångens bymejeri

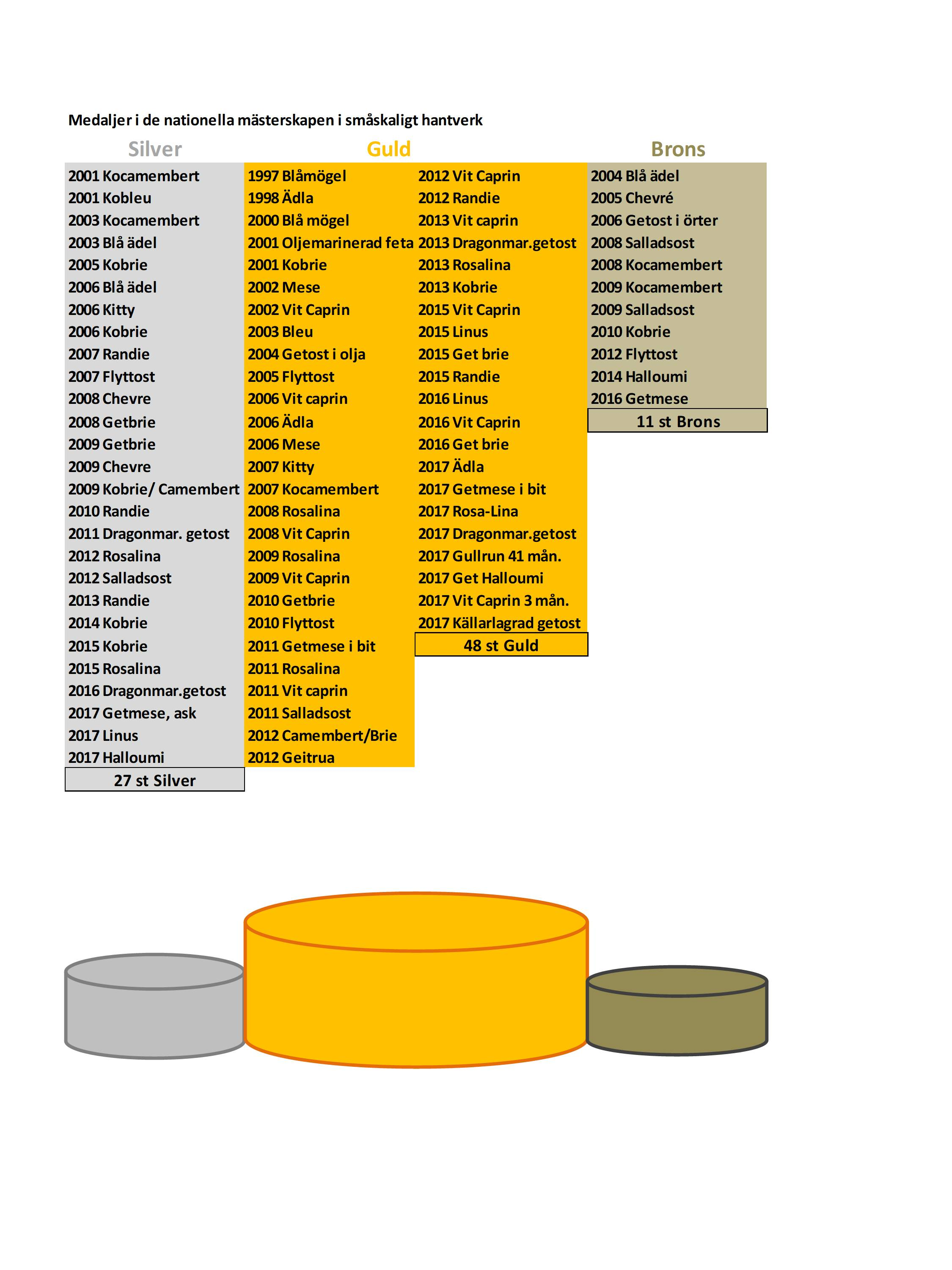
Skärvångens Mejeri har vunnit många priser och utmärkelser för sina ostprodukter

Skärvångens bymejeri ligger i Skärvången, Föllinge socken, Krokoms kommun, Jämtlands län som är en liten fjällnära by i nordvästra Jämtland, där jordbrukarfamiljerna Olsson, Magnusson och Norrman gick samman 1999 och drivit jordbruket, mejeriet och lagret i Östersund tillsammans fram till 2010. I skrivande stund drivs mejeriet av Familjen Norrman och Ekonord.  Mejeriet framställer ekologiska mejeriprodukter av ko- och getmjölk från lokal boskap och är ett populärt turistmål med cirka 12 000 besökare (2005).  En del av mejeriets produktion exporteras till bland annat Tyskland, Australien och Danmark. Årsproduktionen är cirka 100 000 kg mjölkprodukter. Man tillverkar ca: 25 olika ostsorter kontinuerligt och mejeriet omsätter ungefär 13,5 miljoner (SEK). Genom åren har mejeriet vunnit en lång rad med priser och utmärkelser för sin osttillverkning. 